# Ardisia elliptica
Ardisia elliptica ist eine Pflanzenart aus der Gattung Ardisia in der Unterfamilie der Myrsinengewächse (Myrsinoideae). Sie ist auf dem Indischen Subkontinent, in Indochina, Ostasien und Malesien weitverbreitet und in vielen Gebieten der Welt ein Neophyt.

## Beschreibung

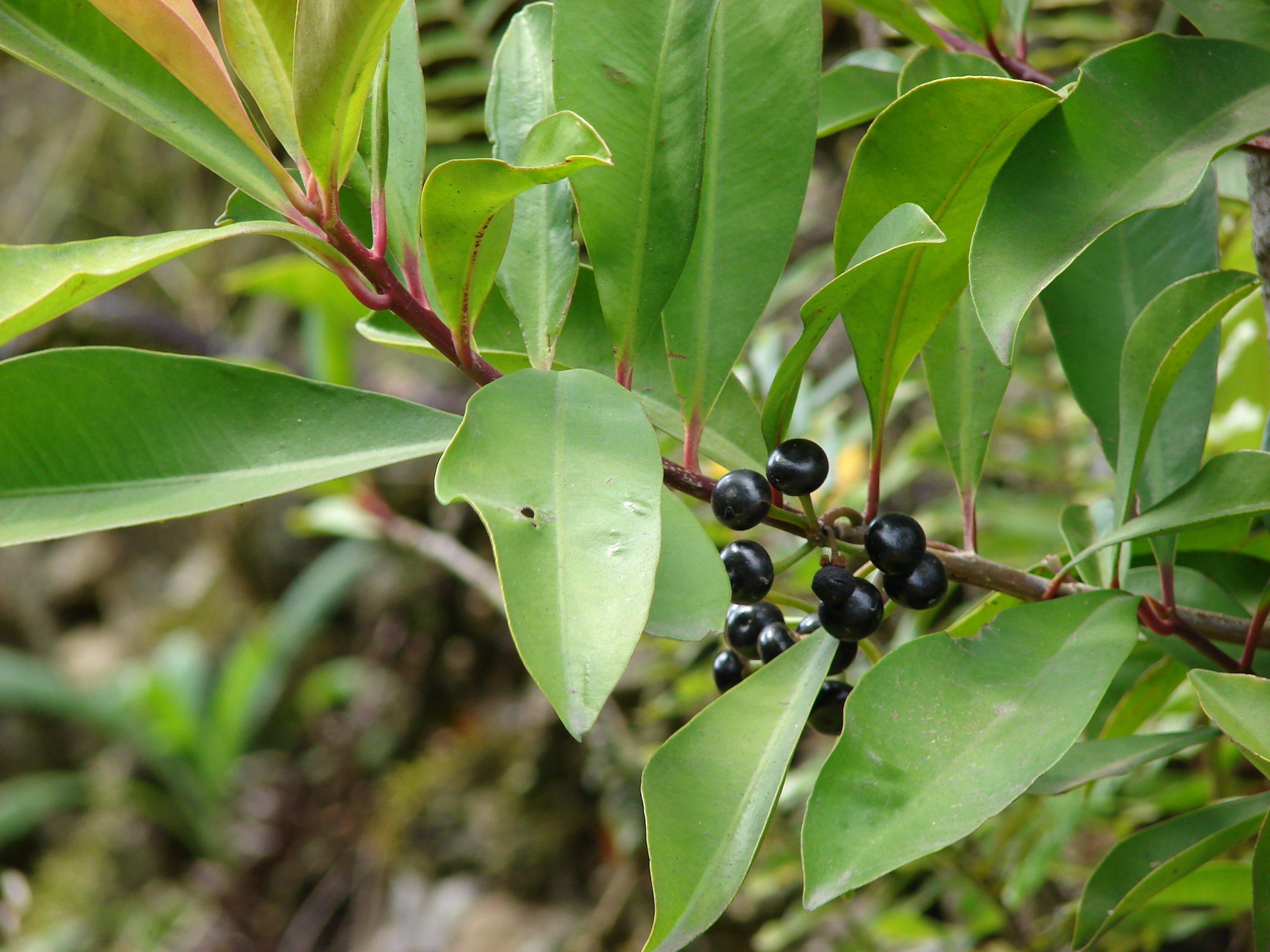
Zweig mit wechselständigen Laubblättern und reifen Früchten

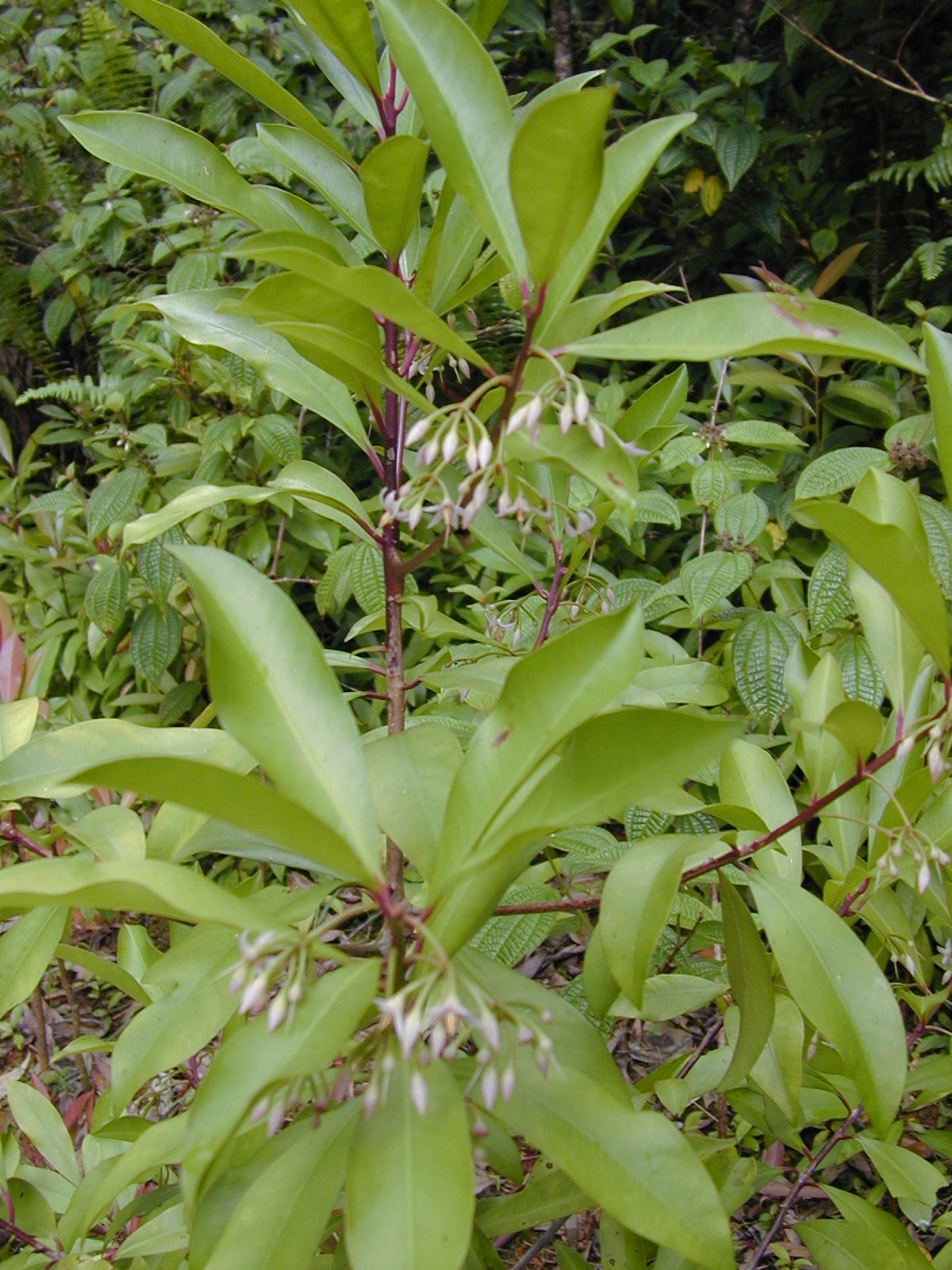
Zweig mit Laubblättern und Blütenständen

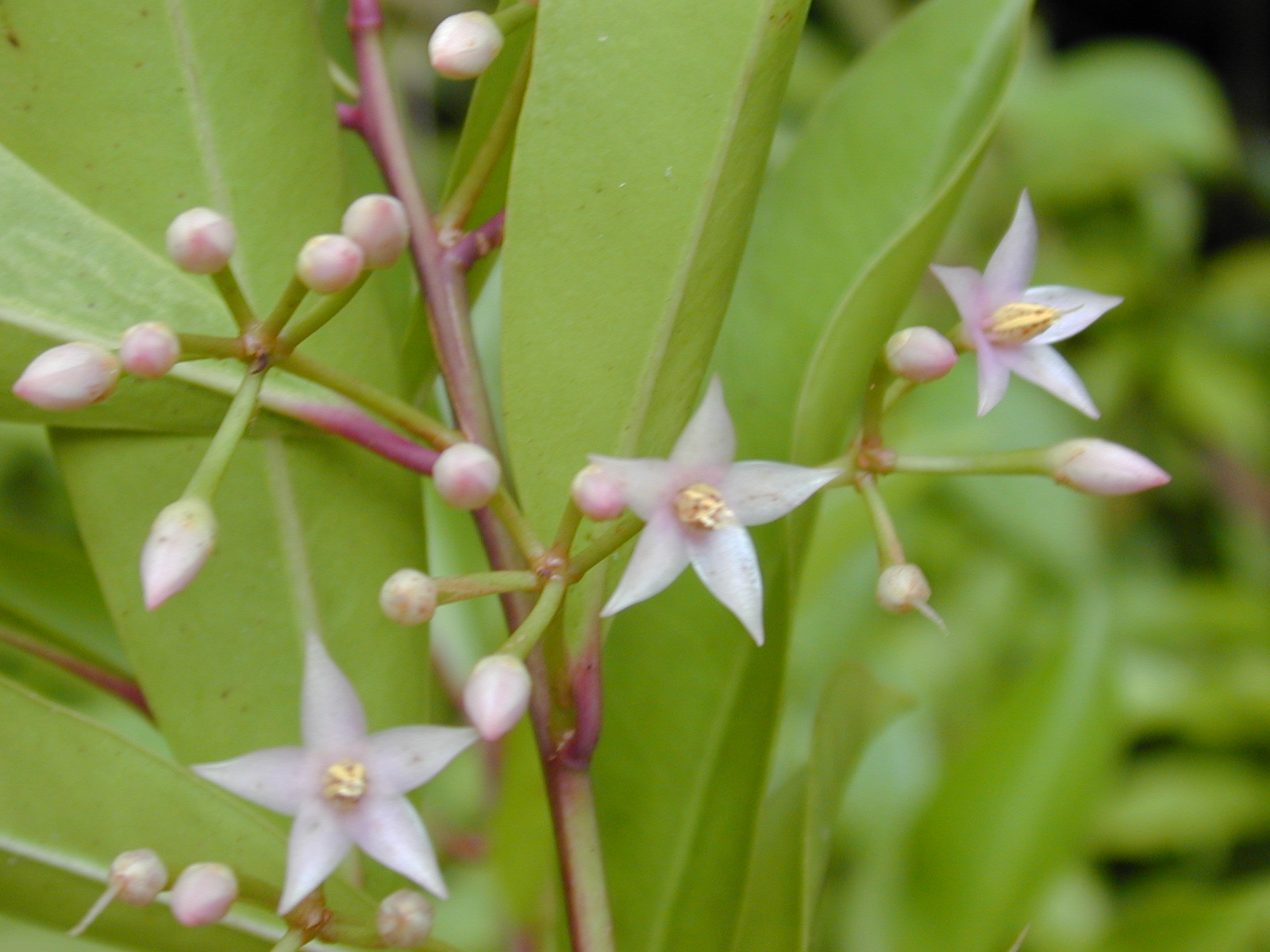
Blütenstände mit fünfzähligen Blüten

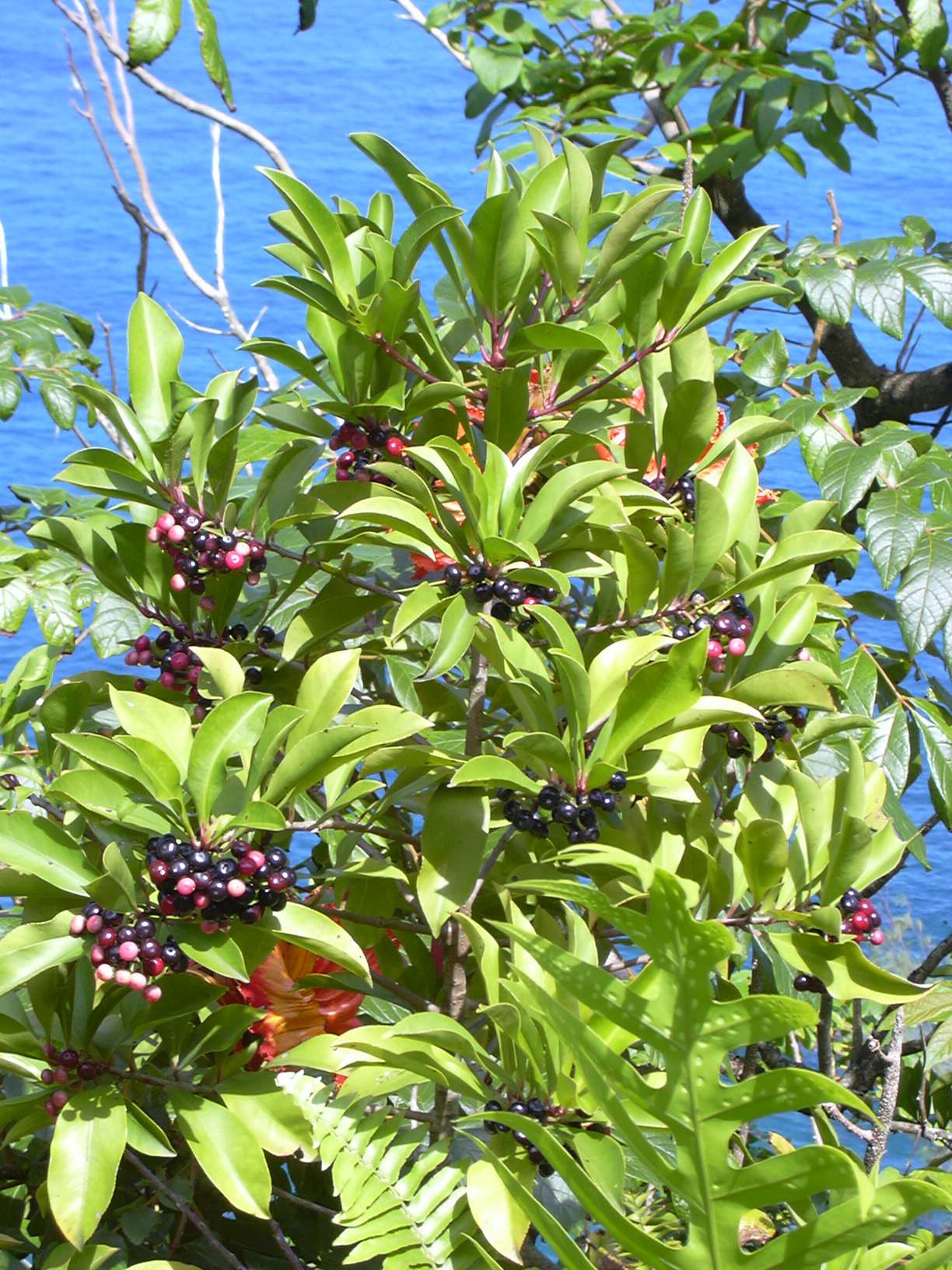
Laubblätter und Früchte in unterschiedlichen Reifestadien

### Erscheinungsbild und Blatt
Ardisia elliptica wächst als immergrüner Strauch und erreicht Wuchshöhen von 1 bis 2 Metern. Die oberirdischen Pflanzenteile sind kahl. Die kahle Rinde der bei einem Durchmesser von 3 bis 4,5 Millimetern deutlich kantigen Zweige ist deutlich schwarz länglich punktiert-gestreift und längsgefurcht.
Die meist wechselständig angeordneten Laubblätter sind in Blattstiel und -spreite gegliedert. Der kahle, gerandete, teils rötliche Blattstiel ist 0,5 bis 1 Zentimeter lang. Die leicht ledrigen, einfachen Blattspreiten sind bei einer Länge von 6 bis 12, selten bis zu 16 Zentimetern und einer Breite von 3 bis 5, selten bis zu 7 Zentimetern lanzettlich oder verkehrt-eiförmig mit keilförmiger Spreitenbasis und meist stumpfem oder spitzem oberen Ende. Der ganze Blattrand ist nach unten eingerollt. Auf jeder Seite der Mittelader befinden sich 12 bis 34 Seitenadern und es ist eine am Rand entlang laufende Blattader vorhanden. Beide Blattflächen sind kahl und die matte Blattunterseite ist dicht punktiert, besonders entlang des Blattrandes.

### Blütenstand und Blüte
In China und Nordamerika reicht die Blütezeit von Februar bis April. An Seitenzweigen, die an ihrer Basis verdickt sind, stehen seitenständig bis fast entständig die mehr oder weniger doldigen Blütenstände, die jeweils mindestens fünf Blüten enthalten. Der aufrechte, 1 bis 2 Zentimeter lange Blütenstiel ist kahl, dicht mit winzigen weißen Warzen bedeckt und dicht punktiert.
Die zwittrigen, ledrigen Blüten sind bei einem Durchmesser von 6 bis zu selten 8 Millimetern radiärsymmetrisch und fünfzählig mit doppelter Blütenhülle. Die fünf freien, dicht schwarz drüsig punktierten Kelchblätter sind bei einer Länge von etwa 1 Millimeter breit-eiförmig mit faltiger sowie schwach geöhrter Basis, fast glatten, trockenhäutigen sowie winzig bewimperten Rand und gerundetem oberen Ende. Die fünf rosafarbenen oder weißen Kronblätter sind nur wenig an ihrer Basis verwachsen. Die fünf dicht drüsig punktierten, kahlen, ganzrandigen. leicht ledrigen Kronlappen sind bei einer Länge von 6 bis 8 Millimetern breit-eiförmig mit spitz zulaufendem oberen Ende und glattem, trockenhäutigem, durchscheinendem Rand. Es ist nur der innere Kreis mit fünf Staubblättern vorhanden; sie sind fast so lang wie die Kronblätter. Die am Griffel anliegenden, länglichen Staubbeutel sind an ihrer Basis dicht drüsig punktiert, enden bespitzt und öffnen sich mit einem Längsschlitz. Der Stempel ist so lang wie die Kronblätter. Der oberständige, kugelige Fruchtknoten ist kahl, durchscheinend drüsig punktiert und enthält in mehreren Reihen viele (mehr als fünf) Samenanlagen. Der Griffel ist pfriemlich mit minimaler Narbe.

### Frucht und Samen
Die unscheinbar drüsig punktierten, zunächst roten, bei Reife sich purpurfarben-schwarz färbenden, fleischigen, glänzenden, einsamigen, dünnfleischigen Steinfrüchte sind bei einer Länge von etwa 8 Millimetern fast kugelig. In China und Nordamerika reifen die Früchte zwischen September und November. Die Fruchtpulpe färbt Finger tief-purpurfarben.
Die Samen bzw. harten Steinkerne sind bei einem Durchmesser von etwa 5 Millimetern fast kugelig. Die Samenschale (Testa) (das Endokarp) besitzt Längsstreifen. Beim etwa 4 Millimeter langen Embryo ist die Radicula mit einer Länge von etwa 3,5 Millimetern viel länger als die Keimblätter (Kotyledonen).

### Chromosomensatz
Die Chromosomengrundzahl beträgt x = 6; es liegt Polyploidie mit 2n = 48 vor.

## Verbreitung
Das weite natürliche paläotropische Verbreitungsgebiet von Ardisia elliptica reicht von Sri Lanka bis zum südlichen Indien und von Kambodscha über Thailand, Vietnam, Malaysia, Indonesien, bis zu den Philippinen, den Ryūkyū-Inseln, Taiwan und Papua-Neuguinea. Sie wird vielen in tropischen Ländern (beispielsweise China und Hawaii) angebaut. Ardisia elliptica ist in vielen tropischen bis subtropischen Gebieten der Welt ein Neophyt, beispielsweise in Australien, auf Mauritius, Reunion, auf den Seychellen, auf Hawaii, in den südöstlichen USA (Florida) und auf Karibischen Inseln. Sie gilt in vielen Ländern der Welt als invasive Pflanze. Die Art zählt zu den 100 gefährlichsten Neobiota weltweit.
Ardisia solanacea Roxb. und Ardisia polycephala Wight wurden oft mit Ardisia elliptica verwechselt und so gibt es zu diesen Arten falsche Fundortangaben.

## Taxonomie
Die Erstveröffentlichung von Ardisia elliptica erfolgte 1798 durch Carl Peter Thunberg in Nova Genera Plantarum, 8, S. 119. Synonyme Ardisia elliptica Thunb. sind: Ardisia kotoensis Hayata, Ardisia littoralis Andrews, Ardisia sorsogonensis Elmer ex Merr., Ardisia squamulosa C.Presl, Ardisia umbellata Roxb., Bladhia elliptica (Thunb.) Nakai, Bladhia kotoensis (Hayata) Nakai, Bladhia squamulosa (C.Presl) Nakai, Tinus squamulosa (C.Presl) Kuntze.

## Nutzung
Ardisia elliptica wird wegen ihrer dekorativen Früchte in den Tropen bis Subtropen als Zierpflanze verwendet.
In Bali wird die Pflanze als Heilpflanze genutzt.
Die geschmacklosen Früchte sind essbar, wie auch die Blätter als Gemüse.